# محافظة أحد المسارحة
محافظة أحد المسارحة هي محافظة سعودية تتبع لإمارة منطقة جازان، جنوب غرب المملكة العربية السعودية، وحاضرتها مدينة أحد المسارحة التي تبعد حوالي 50 كم جنوب مدينة جيزان، ويتبع المحافظة عدد من القرى والمراكز.

## التسمية
يتكوّن اسم محافظة أحد المسارحة من تركيب اسمين هما "الأحد" و"المسارحة". يشير الاسم الأول "الأحد" إلى السوق الأسبوعي الشهير الذي يُقام يوم الأحد، والذي كان يمثل ملتقى للقبائل في المنطقة منذ القدم، أما الاسم الثاني "المسارحة" فهو مرتبط باسم القبيلة التي تسكن المحافظة. ويُعد هذا النوع من التسمية شائعًا في شبه الجزيرة العربية، حيث يُركب اسم المكان من اسم السوق الأسبوعي واسم القبيلة التي تقطنه، كما في "أحد رفيدة" و"خميس مشيط" وغيرها من التسميات المشابهة.

## نبذة
تعد محافظة أحد المسارحة إحدى أبرز محافظات منطقة جازان، ويتبعها العديد من القرى والهجر. تضم المحافظة عدداً من التجمعات السكنية يصل مجموعها إلى مائة وعشرة تجمعات سكنية أو تزيد. وما يميز المحافظة هو توسط وأهمية موقعها على خارطة المنطقة مع انسيابية وسهولة الوصول إليها من مختلف الاتجاهات من خلال منظومة طرق معبدة تربطها بمدينة جيزان وبمحافظات أبي عريش وصامطة والحُرَّث وبقية محافظات ومراكز المنطقة وما يعزز ويدعم أهمية المحافظة هو وجود منطقة صناعية حيوية، ولعل من أبرزها مصنع أسمنت الجنوب الواقع نتحية المنجارة.

## السكان
بلغ عدد سكان محافظة أحد المسارحة (130,545) نسمة حسب تعداد السعودية 2022م. عدد السعوديين (100,525) نسمة، وعدد غير السعوديين (30,020) نسمة.
بلغ عدد سكان محافظة أحد المسارحة 110،710 نسمة، حسب إحصائية عام 2010 م.

## الزراعة
تعتبر طبيعة محافظة أحد المسارحة طبيعة زراعية شكل وادي خلب ووادي الخمس ووادي الفجا روافد هامة في النشاط السكاني الزراعي، وتضم المحافظة 7% من مساحة الأراضي الزراعية في منطقة جازان، كما أنها تضم 19% من المساحة القابلة للزراعة، ومن أهم المحاصيل التي تنتجها المحافظة المانجو والتين والجوافة والذرة الرفيعة والدخن والسمسم.

### الأودية
يمر بالمحافظة عدد من الأودية، وهي:
- وادي خلب
- وادي الخمس
- وادي مقاب
- وادي الفجا

## التعليم
توجد بالمحافظة إدارة للإشراف التربوي ووحدة صحية للبنين ويشمل تعليم البنات على 32 مدرسة ابتدائية و11 متوسطة و4 ثانوية 2 روضة أطفال و18 مدرسة لمحو الأمية و7 مدارس لتعليم الكبيرات.

## السوق الأسبوعي الشعبي
ارتبط اسم أحد المسارحة في جازان بسوق قديم وعتيد عرف منذ أكثر من ثلاثمائة سنة، كان يمثل الملتقى الاسبوعي لقبائل المسارحة في يوم واحد من أيام الأسبوع هو يوم الأحد وكان يرتاد ذلك السوق والمعروف بسوق الأحد الآلاف من مختلف أجزاء منطقة جازان والمناطق المجاورة من اليمن لتسويق مختلف منتجاتهم الزراعية والحيوانية والصناعية وما يميز سوق الأحد هو توفر جميع أنواع السلع والمواد الاستهلاكية.
وجدير بالذكر أن الأسواق الأسبوعية لم تكن ظاهرة أقتصادية فحسب، بل كانت أيضا ظاهرة اجتماعية بارزة، إذ كان الناس يجتمعون فيها ويتناقشون فيما بينهم، ويستفسرون عن الأخبار والمعيشة.

## القرى التابعة
يتبع المحافظة العديد من القرى، منها: 
- سوق الليل
- رماده
- البيطارية
- الغصينية
- القائم
- ابو العرج
- المقرقم
- المنجارة
- العتبه
- قزع
- قنبوره
- المخشليه
- الحصمه
- العلوليه الغربيه
- الحوامضه
- المصقع
- الهجنبه
- الحبجية
- الجعديه
- عيسان
- الجروف
- الحوراني
- الحامضه
- الرواجحة
- الغفقيه
- القزعي
- الشعفوليه
- السويديه
- رعشه
- القراعيه
- الظبره
- الرافعي
- المجامة
- المنصورية
- المراونه
- الغويديه
- حله آل حمود
- كرس آل هوايشه
- الحصامة
- حجا
- الشطيفية
- السر
- عذيبه الشرقية
- وادي طير
- القسوم

## معالم سياحية
أهم الأماكن الأثرية في المحافظة فهي مدينة الخصوف وهي من أقدم المدن الأثرية في تاريخ جزيرة العرب وقد أوردها المؤرخ الهمداني في كتابه صفة جزيرة العرب مع أشهر مدن جنوب الجزيرة قائلاً:«وعرض الخصوف مدينة حكم مثل عرض صعدة، وطولها من الشرق 29، وقال في صفة الجزيرة أيضاً: ثم وادي خلب وهو الذي يشرع على جانبه مدينة الخصوف».
وتقع تلك المدينة الأثرية على طريق مصنع الاسمنت في أحد المسارحة وذلك بالقرب من وادي خلب، وتحتوي المدينة الأثرية على منازل قديمة وشواهد قبور ومواقع أثرية ومقابر منقوش عليها بعض الآيات القرآنية الكريمة.
كما قامت بلدية المحافظة بعمل مسطحات خضراء على ضفاف وادي خلب على شكل حزام دائري على طول طريق الأمير محمد بن ناصر الدائري وهذه المسطحات على شكل حدائق وجلسات بالإضافة إلى ملاعب للأطفال.